# 265 Ана
265 Ана (лат. 265 Anna) је астероид главног астероидног појаса. Приближан пречник астероида је 23,66 km,
а средња удаљеност астероида од Сунца износи 2,418 астрономских јединица (АЈ).
Инклинација (нагиб) орбите у односу на раван еклиптике је 25,639 степени, а орбитални период износи 1374,050 дана (3,761 године). Ексцентрицитет орбите астероида износи 0,268.
Апсолутна магнитуда астероида износи 11,20 а геометријски албедо 0,104.
Астероид је откривен 25. фебруара 1887. године.